# Wolverine (fumetto)
Wolverine è il titolo di sei serie a fumetti pubblicate negli Stati Uniti d'America dalla Marvel Comics, dedicate al personaggio immaginario di Wolverine a partire dal 1982; la prima fu una miniserie mentre le altre furono serie regolari mensili.

## Storia editoriale
Al personaggio viene dedicata una prima testata omonima nel 1982, una miniserie di quattro numeri, Wolverine (vol. 1), scritta da Chris Claremont e disegnata da Frank Miller. A questa seguirà nel 1988 una serie regolare mensile, Wolverine (vol. 2), inizialmente scritta sempre da Claremont e disegnata da John Buscema ed edita per 189 numeri fino al 2003 quando viene sostituita da una nuova serie omonima, Wolverine (vol. 3), che verrà edita fino al 2009 per 74 numeri quando col n. 75 si incentra su un nuovo protagonista, il personaggio di Daken, figlio di Wolverine e cambiò la testata prima in Dark Wolverine che verrà pubblicata per 16 numeri fino al 2010 e poi continuerà come Daken: Dark Wolverine edita fino al 2012.
Al personaggio verrà dedicata una nuova serie regolare nel 2010, Wolverine (vol. 4), scritta inizialmente da Jason Aaron ed edita fino al 2013; la serie riprenderà nel 2012 la numerazione complessiva delle serie precedenti continuando così dal n. 300. Nel 2013 la serie viene interrotta e sostituita dalla quinta, Wolverine (vol. 5), scritta da Paul Cornell ed edita fino al 2014 quando, all'interno del progetto di rilancio editoriale All New Marvel NOW! esordisce la sesta, Wolverine (vol. 6), sempre scritta da Paul Cornell. L'ultima serie dedicata al personaggio è una miniserie Death of Wolverine del 2014 che narra la storia finale del personaggio e alla quale seguiranno altre miniserie e numeri unici che descrivono e sviluppano i retroscena a seguito della morte del personaggio come Wolverines.